# باول وينسلو
باول وينسلو (بالإنجليزية: Paul Winslow)‏ (21 مايو 1929 في جنوب أفريقيا - 24 مايو 2011 في جنوب أفريقيا) هو لاعب كريكت جنوب أفريقي. شارك مع منتخب جنوب أفريقيا الوطني للكريكت.

## وصلات خارجية
- باول وينسلو على موقع إي آس بي آن كريك إنفو (الإنجليزية)